# Doble (película)
Doble es una película dramática colombiana de 2018 dirigida y escrita por Felipe Martínez Amador y protagonizada por Salvador del Solar, Majida Issa, Christian Meier, Martín Karpan, Julieth Restrepo y Albi De Abreu.

## Sinopsis
En medio de una crisis, después de 20 años de matrimonio, "Fede" extraña lo que era su esposa hace 20 años cuando la conoció. Un misterioso cometa hace realidad el sueño de "Fede" y durante su noche de aniversario, "Fede" se reencuentra con la versión joven de su esposa. Lo que comienza como una romántica aventura termina volcando la vida de "Fede" de cabeza, obligándolo a decidir entre su esposa y la versión joven de ella.

## Reparto
- Salvador del Solar
- Majida Issa[4]
- Christian Meier
- Julieth Restrepo
- Martín Karpan
- Albi De Abreu
- Fran Fiol